# Saint-Claude-de-Diray
Saint-Claude-de-Diray is een gemeente in het Franse departement Loir-et-Cher (regio Centre-Val de Loire). De plaats maakt deel uit van het arrondissement Blois. Saint-Claude-de-Diray telde op 1 januari 2022 1.772 inwoners.

## Geografie
De oppervlakte van Saint-Claude-de-Diray bedroeg op 1 januari 2022 9,17 vierkante kilometer; de bevolkingsdichtheid was toen 193,2 inwoners per km².
De onderstaande kaart toont de ligging van Saint-Claude-de-Diray met de belangrijkste infrastructuur en aangrenzende gemeenten.

## Demografie
Onderstaande figuur toont het verloop van het inwonertal (bron: INSEE-tellingen).